# Theodor Buttersack
Theodor Buttersack (* 13. Dezember 1834 in Schorndorf; † 6. Dezember 1899 in Heilbronn) war Mediziner in Heilbronn, wo er ab 1867 die Innere Abteilung des städtischen Krankenhauses leitete. Er machte sich insbesondere um die Behandlung verwundeter Soldaten während der Kriege seiner Amtszeit verdient und war Ausbilder der Olgaschwestern, die von 1872 bis 1892 ihren Sitz in Heilbronn hatten. Buttersack wurde für seine Leistungen mit mehreren Orden dekoriert und 1887 zum Hofrat ernannt.

## Leben
Er war ein Sohn des Schorndorfer Diakons Felix Buttersack (1804–1847), der 1843 als Stadtpfarrer nach Heilbronn berufen wurde, dort jedoch bald darauf an Typhus starb. Die Witwe blieb mit den Kindern in Heilbronn. Dort besuchte Theodor das Gymnasium, danach studierte er Medizin in Tübingen und Heidelberg. Nach seinem Staatsexamen unternahm er eine längere Studienreise, die ihn nach Prag und Wien führte. Außer für Medizin interessierte er sich auch für Geologie und Botanik sowie für Literatur und die schönen Künste. Da seine Großmutter eine Tante des Dichters Eduard Mörike war, stand Buttersack bereits in jungen Jahren in persönlichem Kontakt mit dem Dichterkreis um Mörike, kannte Ludwig Uhland, Justinus Kerner und andere. Auch später stand er in Kontakt mit Persönlichkeiten der Politik- und Geistesgeschichte wie David Friedrich Strauß, Gustav Schmoller und Kilian von Steiner und beeindruckte Zeitgenossen mit einer nahezu universellen Bildung.
1858 kehrte er als Arzt nach Heilbronn zurück. 1859 heiratete er dort Pauline Feyerabend. 1862 kam er an das städtische Paulinenspital, wo er ab 1867 bis kurz vor seinem Tod 1899 die Innere Abteilung leitete. Buttersack hatte in seiner Zeit als Hospitalarzt nicht nur mit dem immensen Wachstum der Stadt und dem rapiden technischen und medizinischen Fortschritt während der Gründerzeit zu kämpfen, sondern meisterte auch die Herausforderungen seines Berufes während des Deutschen Krieges und des Deutsch-Französischen Kriegs, als in Heilbronn zahllose verwundete Soldaten zu behandeln waren, sowie während der Cholera-Epidemie von 1878 und der Pocken-Epidemie 1883. Außerdem machte er sich sehr um die Ausbildung der Olgaschwestern verdient, die von 1872 bis 1892 ihren Sitz in Heilbronn hatten.
Für sein großes Engagement wurde Buttersack vielfach geehrt. 1871 wurde er mit der Kriegsdenkmünze und dem Bayerischen Verdienstorden ausgezeichnet, später mit der Karl-Olga-Medaille und dem Ritterkreuz I. Klasse des Friedrichs-Ordens. 1887 wurde er außerdem zum Hofrat ernannt.
Sein Sohn Paul Buttersack (1861–1940) wurde wie der Vater Arzt in Heilbronn. Der jüngere Sohn Felix Buttersack (1863–1936) wurde Jurist und war Landrichter in Heilbronn.